# Ganisa
Ganisa is een geslacht van vlinders van de familie Eupterotidae.

## Soorten
- G. cyanogrisea Mell, 1929
- G. glaucescens Walker, 1855
- G. kuangtungensis Mell, 1929
- G. longipennata Mell, 1958
- G. obsoleta Talbot, 1926
- G. pandya Moore, 1865
- G. postica Walker, 1855
- G. wilhelminae Bryk, 1944